# NGC 3538
NGC 3538 је двојна звезда у сазвежђу Змај која се налази на NGC листи објеката дубоког неба.
Деклинација објекта је + 75° 34' 16" а ректасцензија 11h 11m 32,9s. Привидна величина (магнитуда) објекта NGC 3538 износи 13,5.